# Neblina del Ártico

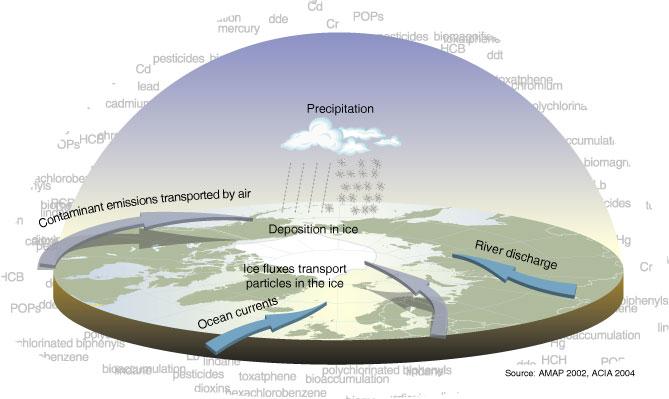
Vías de contaminación de gran escala hacia el Ártico

La neblina del Ártico o neblina ártica (más correctamente calima ártica) es un fenómeno atmosférico que consiste en una calima de tonalidad rojizo-marrón presente en latitudes altas en el Ártico debido al impacto ambiental. Un factor distintivo de la neblina del Ártico es la capacidad de sus componentes químicos para persistir en la atmósfera durante más tiempo que otros contaminantes. Debido a las cantidades limitadas de nieve, lluvia o aire turbulento para desplazar los contaminantes, especialmente en primavera, la neblina ártica puede persistir durante más de un mes en la atmósfera del hemisferio norte.

## Historia
La neblina del Ártico fue observada por primera vez en 1750 en los inicios de la Revolución Industrial. Los exploradores y balleneros no pudieron averiguar de dónde venía la capa de niebla. «Poo-jok» era el término que usaban los inuit para describirlo. Otro indicio sobre aquel fenómeno fue registrado hace aproximadamente un siglo por el explorador noruego Fridtjof Nansen, quien en su expedición en Groenlandia encontró manchas oscuras en el hielo presumiblemente causadas por contaminantes industriales.
El término «Arctic haze» fue acuñado en 1956 por J. Murray Mitchell, un oficial de la Fuerza Aérea de los Estados Unidos en Alaska, para describir una reducción inusual en la visibilidad observada por los aviones de reconocimiento meteorológico norteamericanos. Cuando una aeronave se encontraba dentro de una capa de neblina ártica, los pilotos informaban que la visibilidad horizontal se reducía hasta una décima parte de la del cielo normalmente despejado. A partir de sus investigaciones; Mitchell, quien posteriormente se convirtió en un eminente climatólogo, determinó que la neblina provenía de áreas industriales en Europa y China. Además, posteriores estudios indicaron que la neblina era estacional y alcanzaba su punto máximo a fines del invierno y la primavera.
En 1972, Glenn Shaw del Instituto Geofísico de la Universidad de Alaska atribuyó este fenómeno a la contaminación antropogénica transfronteriza, por lo que el Ártico sería el receptor de contaminantes cuyas fuentes se encontrarían a miles de kilómetros de distancia. Sin embargo, las investigaciones aún continúan con el objetivo de comprender el impacto de dicha contaminación en el calentamiento global.

## Origen de contaminantes
La quema de carbón en las latitudes medias del norte aporta aerosoles que contienen aproximadamente un 90% de azufre y el resto de carbono, lo que hace que la neblina sea de color rojizo. Dicha contaminación está acelerando el calentamiento atmosférico del Ártico que cualquier otra región, aunque el aumento de los gases de efecto invernadero (GEI) sigue constituyendo el principal impulsor de este cambio climático.
Los aerosoles de azufre en la atmósfera afectan la formación de nubes, lo que lleva a efectos de enfriamiento localizados en las regiones industrializadas debido al aumento de la reflexión de la luz solar, que enmascara el efecto opuesto del calor atrapado debajo de la capa de nubes. Durante el invierno ártico, sin embargo, no hay luz solar para reflejar. En ausencia de este efecto de enfriamiento, el efecto dominante de los cambios en las nubes árticas es una mayor captura de radiación infrarroja de la superficie.
Las emisiones de los barcos, el mercurio, el aluminio, el vanadio, el manganeso y el ozono son muchos ejemplos de la contaminación que está afectando esta atmósfera, a diferencia del humo de los incendios forestales que no contribuye de manera significativa. Algunos de esos contaminantes figuran entre los efectos ambientales de la quema de carbón. Debido a las bajas tasas de deposición, estos contaminantes aún no tienen efectos adversos en personas o animales.
Los diferentes contaminantes en realidad representan diferentes colores de neblina. En 1976, se descubrió que la neblina amarillenta proviene de las tormentas de polvo en China y Mongolia. Las partículas fueron transportadas hacia los polos por corrientes de aire inusuales. Las partículas atrapadas eran de color gris oscuro al año siguiente que se tomaron muestras. Se cree que fue causado por una gran cantidad de contaminantes industriales.
En 2013, un estudio encontró que al menos el 40% del carbono negro depositado en el Ártico se originó de los gases residuales de las plantas industriales, principalmente de las actividades de extracción de petróleo en las latitudes del norte.  El carbono negro es de corta duración, pero esta quema rutinaria también emite grandes cantidades de azufre. Los incendios domésticos en la India también contribuyen.

## Estudios recientes
Según Tim Garrett, profesor asistente de meteorología en la Universidad de Utah involucrado en el estudio de la neblina ártica, las ciudades de latitudes medias contribuyen a la contaminación del Ártico y se mezcla con nubes delgadas, lo que les permite atrapar el calor con mayor facilidad. El estudio de Garrett encontró que durante el invierno ártico, cuando no hay precipitaciones para contrarrestar la contaminación, los efectos son más fuertes, porque los contaminantes pueden calentar el medio ambiente hasta 3 °F.

## Predicciones científicas
Los climatólogos europeos predijeron en 2009 que a finales del siglo XXI, se espera que la temperatura promedio de la región ártica aumente 3° C. En ese mismo artículo, la National Geographic citó al coautor del estudio, Andreas Stohl, del Instituto Noruego de Investigación Aérea: «Previous climate models have suggested that the Arctic's summer sea ice may completely disappear by 2040 if warming continues unabated» [Los modelos climáticos anteriores han sugerido que el casquete polar ártico puede desaparecer por completo para 2040 si el calentamiento se mantiene constante].